# ブルンガ県
ブルンガ県（ブルンガけん、フランス語: Province de Burunga）は、ブルンジの県（州とも）。同国南部に位置し、北をギテガ県、北東をブフムザ県、東から南をタンザニア、西をタンガニーカ湖を挟んでコンゴ民主共和国、北西をブジュンブラ県と接する。県都はマカンバ。面積は6,206平方キロメートルで5県の中では最も大きい。人口は約212万人（2024年国勢調査）。
2023年3月16日に創設が決定し、2025年7月4日に発足した。旧行政区画ではブルリ県、マカンバ県、ルモンゲ県、ルタナ県を合わせた領域に相当する。

## 下位行政区画
7郡（コミューン）、89地区（Zone）、546区（Coline/Quartier）に区分される。
1. ブルリ郡（英語版）
2. マカンバ郡（英語版）
3. マタナ郡（英語版）
4. ムソンガティ郡（英語版）
5. ニャンザ郡（英語版）
6. ルモンゲ郡（英語版）
7. ルタナ郡（英語版）

## 主要都市
- ブルリ
- マカンバ - 県都
- ルモンゲ
- ルタナ
- ルトヴ（英語版） - 3人の大統領を輩出したことで知られる。

## 出身人物
- ミシェル・ミコンベロ - ブルンジ初代大統領
- ジャン＝バティスト・バガザ - ブルンジ第2代大統領
- ピエール・ブヨヤ - ブルンジ第3・7代大統領
- ベヌステ・ニョンガボ - 陸上競技選手